# چهارشنبه خاکستر (فیلم ۱۹۵۸)
چهارشنبه خاکستر (اسپانیایی: Miércoles de ceniza‎) یک فیلم است که در سال ۱۹۵۸ منتشر شد. از بازیگران آن می‌توان به ماریا فلیکس اشاره کرد.